# Brian L. Weiss
Brian Leslie Weiss (* 6. listopadu 1944) je americký psychiatr, hypnotherapeut a spisovatel. Zabývá se výzkumem hypnotické regrese do "minulých životů", hypnotické progrese do budoucích životů a životem duše po smrti těla.

## Vzdělání a lékařská kariéra
Weiss zahájil studium medicíny na Columbijské univerzitě, studium dokončil na univerzitě v Yale v roce 1970. Po stáži zaměřené na vnitřní lékařství na New York University Medical Center se vrátil na Yale, aby zde absolvoval dvouletou stáž v oboru psychiatrie. Poté se stal vedoucím psychiatrického oddělení v Mount Sinai Medical Center, Miami.

## Regrese do minulých životů a budoucí život
V roce 1980 v hypnóze u své pacientky narazil na "vzpomínky" z minulých životů. Když si pomocí dostupných historických pramenů ověřil některé prvky z příběhů Catherine, dospěl k přesvědčení o přežívání prvků lidské osobnosti po smrti těla. Dr. Weiss od roku 1980 provedl regresní terapii u více než 4000 pacientů.
Podle doktora Weisse mnoho fobií a onemocnění pramení ze zkušeností z minulých životů, jejichž uvědomění si může mít léčebný účinek. Také píše o poselstvích přijatých od "mistrů" nebo "vysoce vyvinutých, nefyzických duší", o nichž tvrdí, že s nimi komunikoval prostřednictvím svých pacientů.

## Média
V USA byl se účastnil celostátních televizních a rozhlasových talk show, včetně Oprah Winfrey Show, Coast to Coast AM, Larry King Live a 20/20. Je autorem několika knih zabývajících se reinkarnací, včetně bestselleru Only Love is Real (Jen láska je skutečná).

## Osobní život
Žije se svou ženou Carol v Miami na Floridě. Zde také pořádá semináře zabývající se technikami auto-regresní mediace, konkrétně denní workshopy Hay House I Can Do It a intenzivní zážitkové workshopy na Omega Institute for Holistic Studies v New Yorku.